# Convocazioni all'European League femminile 2010
Elenco delle giocatrici convocate per l'European League 2010.

## Bulgaria
| N° | Nome                | Ruolo | Data di nascita   | Squadra               |
| -- | ------------------- | ----- | ----------------- | --------------------- |
| -  | Dragan Nešić        | All   | 31 luglio 1970    | Giannino Pieralisi    |
| 1  | Diana Nenova        | P     | 16 aprile 1985    | Universitet-Technolog |
| 2  | Kristin Kolčagova   | L     | 12 gennaio 1991   | Levski Sofia          |
| 3  | Gergana Marinova    | P     | 12 novembre 1987  | -                     |
| 5  | Antonina Zetova     | S/O   | 17 settembre 1973 | Sirio Perugia         |
| 6  | Cvetelina Zarkova   | C     | 18 dicembre 1986  | Lokomotiv Baku        |
| 7  | Gabriela Koeva      | C     | 25 luglio 1989    | Voléro Zurigo         |
| 8  | Eva Janeva          | S     | 31 luglio 1985    | RC Cannes             |
| 11 | Hristina Ruseva     | C     | 1º ottobre 1991   | Levski Sofia          |
| 12 | Marija Karakaševa   | S     | 27 ottobre 1988   | -                     |
| 13 | Marija Filipova     | L     | 10 settembre 1982 | -                     |
| 14 | Petja Cekova        | S     | 13 ottobre 1986   | Vicenza               |
| 15 | Dobriana Rabadžieva | S     | 14 giugno 1991    | CSKA Sofia            |
| 16 | Elica Vasileva      | S     | 13 maggio 1990    | Sirio Perugia         |
| 17 | Strašimira Filipova | C     | 18 agosto 1985    | Uraločka              |
| 18 | Emilija Nikolova    | S/O   | 26 dicembre 1991  | -                     |
| 20 | Cvetelina Nikolova  | -     | 23 settembre 1990 | Levski Sofia          |

## Grecia
| N° | Nome                   | Ruolo | Data di nascita  | Squadra           |
| -- | ---------------------- | ----- | ---------------- | ----------------- |
| -  | Giovanni Caprara       | All   | 7 novembre 1962  | River             |
| 1  | Euaggelia Kyriakidou   | -     | 27 luglio 1981   | -                 |
| 2  | Christina Voutsa       | -     | 24 ottobre 1987  | -                 |
| 3  | Maria Nomikou          | S/O   | 30 marzo 1993    | ZAON              |
| 4  | Nikoletta Koutouxidou  | P     | 10 gennaio 1980  | Panathīnaïkos     |
| 7  | Geōrgia Tzanakakī      | C     | 1º dicembre 1980 | Panathīnaïkos     |
| 11 | Sofia Kosma            | -     | 15 dicembre 1993 | -                 |
| 12 | Panagiōta Rogka        | L     | 4 luglio 1987    | -                 |
| 13 | Katerina Giōta         | C     | 3 luglio 1990    | -                 |
| 14 | Evgenia Tsima          | -     | 17 maggio 1986   | -                 |
| 15 | Evaggelia Chantava     | S     | 26 ottobre 1990  | Olympiakos        |
| 16 | Izabel Ivanova         | -     | 7 gennaio 1992   | -                 |
| 18 | Stylianī Christodoulou | P     | 19 luglio 1991   | -                 |
| 19 | Panagiōta Gkiouzelī    | S     | 17 marzo 1990    | -                 |
| 20 | Geōrgia Lamprousī      | -     | 27 gennaio 1993  | -                 |
| 22 | Eirini Kelesidou       | L     | 16 maggio 1991   | Īraklīs Salonicco |
| 23 | Pangiota Karagkouni    | L     | 1º luglio 1993   | -                 |

## Israele
| N° | Nome                 | Ruolo | Data di nascita   | Squadra          |
| -- | -------------------- | ----- | ----------------- | ---------------- |
| -  | Arie Selinger        | All   | -                 | -                |
| 1  | Tatjana Frage        | S     | 23 febbraio 1973  | Maccabi Ra'anana |
| 2  | Anastasiya Shebtarov | L     | 28 ottobre 1992   | -                |
| 3  | Anna Velikiy         | S     | 10 dicembre 1982  | Maccabi Ra'anana |
| 4  | Shir-Lee Rooney      | C     | 14 luglio 1989    | -                |
| 5  | Yuliya Volivach      | -     | 26 gennaio 1971   | -                |
| 8  | Galit Devash         | C     | 18 settembre 1986 | -                |
| 9  | Adva Zinobar         | L     | 5 novembre 1982   | -                |
| 10 | Inessa Vysotski      | C     | 21 agosto 1978    | Maccabi Ra'anana |
| 11 | Elvira Kolnogorov    | S     | 23 luglio 1992    | -                |
| 12 | Libi Haim            | P     | 24 aprile 1984    | -                |
| 13 | Polina Arazi         | S/O   | 18 febbraio 1978  | -                |
| 14 | Ron Ponte            | P     | 14 luglio 1988    | Maccabi Ra'anana |
| 16 | Tatiana Artmenko     | S     | 2 settembre 1976  | -                |
| 17 | Inbar Vinarsky       | C     | 6 novembre 1991   | Maccabi Ra'anana |
| 18 | Alma Giladi          | L     | 25 gennaio 1989   | Maccabi Ra'anana |

## Regno Unito
| N° | Nome             | Ruolo | Data di nascita  | Squadra    |
| -- | ---------------- | ----- | ---------------- | ---------- |
| -  | Audrey Cooper    | All   | -                | -          |
| 2  | Lucy Wicks       | P     | 20 marzo 1982    | -          |
| 3  | Nichola Osborne  | C     | 5 luglio 1984    | -          |
| 4  | Rachel Laybourne | S     | 19 maggio 1982   | -          |
| 5  | Rachel Newton    | C     | 11 novembre 1987 | -          |
| 6  | Jennifer Taylor  | S     | 16 agosto 1980   | -          |
| 7  | Maria Bertelli   | L     | 6 ottobre 1977   | -          |
| 8  | Rachel Bragg     | S     | 11 dicembre 1984 | -          |
| 9  | Joanne Morgan    | P     | 7 ottobre 1983   | -          |
| 10 | Lynn Beattie     | S     | 23 dicembre 1985 | -          |
| 12 | Elizabeth Reid   | C     | 21 marzo 1989    | -          |
| 14 | Victoria Palmer  | S     | 24 giugno 1986   | -          |
| 15 | Stacey O'Connor  | C     | 25 gennaio 1983  | -          |
| 17 | Janine Sandell   | S     | 7 dicembre 1985  | Ciutadella |
| 18 | Grace Carter     | C     | 10 agosto 1989   | -          |

## Romania
| N° | Nome             | Ruolo | Data di nascita  | Squadra           |
| -- | ---------------- | ----- | ---------------- | ----------------- |
| -  | Darko Zakoć      | All   | -                | -                 |
| 3  | Andreea Dimeny   | L     | 21 febbraio 1985 | -                 |
| 4  | Alexandra Trică  | S     | 21 ottobre 1985  | Metal Galați      |
| 6  | Alexandra Sobo   | C     | 25 aprile 1987   | Piatra Neamț      |
| 7  | Elena Zaharia    | S     | 7 gennaio 1985   | Piatra Neamț      |
| 8  | Adina Stanciu    | S/O   | 17 dicembre 1986 | Piatra Neamț      |
| 9  | Diana Neaga      | P     | 24 maggio 1986   | Dinamo Bucarest   |
| 10 | Irina Radu       | S     | 17 febbraio 1983 | Dinamo Bucarest   |
| 11 | Alina Albu       | C     | 6 settembre 1983 | Terville Florange |
| 12 | Adina Salaoru    | S/O   | 5 agosto 1989    | -                 |
| 13 | Sabina Miclea    | P     | 4 dicembre 1990  | Metal Galați      |
| 14 | Anca Martin      | S     | 19 novembre 1982 | -                 |
| 15 | Ioana Pristavu   | L     | 2 ottobre 1986   | Tomis Constanța   |
| 16 | Valentina Ivanof | C     | 9 febbraio 1985  | -                 |
| 17 | Daiana Mureșan   | S/O   | 6 luglio 1990    | Metal Galați      |
| 18 | Nneka Onyejekwe  | C     | 18 agosto 1989   | Metal Galați      |

## Serbia
| N° | Nome              | Ruolo | Data di nascita | Squadra          |
| -- | ----------------- | ----- | --------------- | ---------------- |
| -  | Zoran Terzić      | All   | 9 luglio 1966   | -                |
| 1  | Jelena Nikolić    | S     | 13 aprile 1982  | VakıfBank GS     |
| 2  | Jovana Brakočević | S/O   | 5 marzo 1988    | Spes Conegliano  |
| 4  | Bojana Živković   | P     | 29 marzo 1988   | Stella Rossa     |
| 5  | Nataša Krsmanović | C     | 19 giugno 1985  | Galatasaray      |
| 6  | Jasna Majstorović | S     | 23 aprile 1984  | -                |
| 7  | Brižitka Molnar   | S     | 28 luglio 1985  | Panathīnaïkos    |
| 9  | Jovana Vesović    | S     | 21 giugno 1987  | Voléro Zurigo    |
| 10 | Maja Ognjenović   | P     | 6 agosto 1984   | Eczacıbaşı       |
| 11 | Stefana Veljković | C     | 9 giugno 1990   | Stella Rossa     |
| 13 | Ana Bjelica       | S     | 3 aprile 1992   | Stella Rossa     |
| 16 | Milena Rašić      | C     | 25 ottobre 1990 | Dinamo Pančevo   |
| 17 | Silvija Popović   | L     | 15 marzo 1986   | Rabitə Baku      |
| 18 | Suzana Ćebić      | L     | 9 novembre 1984 | Metal Galați     |
| 20 | Sara Klisura      | S     | 15 luglio 1992  | Spartak Subotica |

## Spagna
| N° | Nome                   | Ruolo | Data di nascita   | Squadra             |
| -- | ---------------------- | ----- | ----------------- | ------------------- |
| -  | Gido Vermulen          | All   | -                 | -                   |
| 1  | Rocío Gómez            | S     | 30 dicembre 1987  | Murillo             |
| 3  | María Isabel Fernández | C     | 6 settembre 1982  | Robur Tiboni Urbino |
| 4  | Ana Ramírez            | L     | 4 novembre 1981   | Diego Porcelos      |
| 5  | Milagros Collar        | C     | 15 aprile 1988    | JAV Olímpico        |
| 6  | Ana Correa             | C     | 19 gennaio 1985   | -                   |
| 7  | Amaranta Fernández     | C     | 11 agosto 1983    | Pavia               |
| 9  | Patricia Aranda        | P     | 27 giugno 1979    | -                   |
| 11 | Diana Sánchez          | S/O   | 7 marzo 1977      | -                   |
| 12 | Sara Hernandez         | P     | 12 settembre 1986 | -                   |
| 13 | Patricia Suárez        | S/O   | 22 gennaio 1988   | -                   |
| 14 | Noelia Sánchez         | S     | 15 febbraio 1982  | -                   |
| 15 | Mireya Delgado         | S/O   | 5 novembre 1991   | Diego Porcelos      |
| 16 | Rosalía Alonso         | C     | 17 luglio 1989    | -                   |
| 18 | Elena Esteban          | L     | 13 giugno 1982    | Ciutadella          |
| 20 | Jessica Rivero         | S     | 15 marzo 1995     | JAV Olímpico        |

## Turchia
| N° | Nome                 | Ruolo | Data di nascita  | Squadra       |
| -- | -------------------- | ----- | ---------------- | ------------- |
| -  | Alessandro Chiappini | All   | 31 gennaio 1969  | -             |
| 1  | Pelin Çelik          | P     | 23 maggio 1982   | Ankaragücü    |
| 3  | Nihan Yeldan         | L     | 7 febbraio 1982  | Fenerbahçe    |
| 4  | Seray Altay          | S/O   | 28 agosto 1987   | Eczacıbaşı    |
| 6  | Polen Uslupehlivan   | S/O   | 27 agosto 1990   | VakıfBank GS  |
| 7  | Duygu Bal            | C     | 25 marzo 1987    | VakıfBank GS  |
| 8  | Merve Dalbeler       | L     | 27 giugno 1987   | Yeşilyurt     |
| 9  | Deniz Hakyemez       | S     | 3 febbraio 1983  | Galatasaray   |
| 10 | Bahar Toksoy         | C     | 6 febbraio 1988  | VakıfBank GS  |
| 11 | Naz Aydemir          | P     | 14 agosto 1990   | Fenerbahçe    |
| 12 | Esra Gümüş           | S     | 2 ottobre 1982   | Eczacıbaşı    |
| 13 | Neriman Özsoy        | S     | 13 luglio 1988   | Eczacıbaşı    |
| 14 | Eda Erdem            | C     | 22 febbraio 1987 | Fenerbahçe    |
| 15 | Meryem Boz           | S     | 3 febbraio 1988  | İller Bankası |
| 16 | İpek Soroğlu         | C     | 12 marzo 1985    | Fenerbahçe    |
| 17 | Neslihan Demir       | S/O   | 9 dicembre 1983  | VakıfBank GS  |
| 18 | Asuman Karakoyun     | P     | 16 luglio 1990   | Eczacıbaşı    |
| 19 | Seda Tokatlıoğlu     | S/O   | 26 giugno 1986   | Fenerbahçe    |
| 20 | Neşve Büyükbayram    | C     | 1º gennaio 1990  | Eczacıbaşı    |
| 21 | Elif Onur            | S     | 20 dicembre 1989 | Nilüfer       |
| 24 | Gizem Güreşen        | L     | 14 gennaio 1987  | VakıfBank GS  |